# Robert Verrall
Robert Alan Verrall (* 13. Januar 1928 in Toronto; † 17. Januar 2025 in Montreal) war ein kanadischer Filmproduzent, Animator und Regisseur.

## Leben
Verrall kam 1945 zum National Film Board of Canada, wo er unter der Leitung von Norman McLaren als Animator tätig wurde. Unter anderem war er als Animator am oscarnominierten Kurzanimationsfilm The Romance of Transportation in Canada beteiligt, der 1952 erschien. Im Jahr 1967 wurde Verrall Leiter der englischsprachigen Animationsabteilung des NFB und 1972 schließlich Produktionsleiter der englischsprachigen Sparte des NFB. Als Produzent war er bis in die 1980er-Jahre für über 100 Kurzfilme des NFB verantwortlich. Für drei Produktionen – The Drag (1966), What on Earth! (1967) und The Family That Dwelt Apart (1973) – wurde Verrall für einen Oscar in der Kategorie Bester animierter Kurzfilm nominiert. Für Going the Distance (1979) war er 1980 für den Oscar für den besten Dokumentarfilm nominiert. Ab den 1980er-Jahren war Verrall ausführender Produzent des NFB und an verschiedenen Koproduktionen des NFB beteiligt.
Robert Verrall starb im Januar 2025, vier Tage nach seinem 97. Geburtstag.
Verralls Sohn David Verrall (* 1948) wurde ebenfalls als Filmproduzent beim NFB aktiv.

## Filmografie
Als Regisseur
- 1948: A Story About Breadmaking in the Year 1255 A.D.
- 1960: Hors-d’oeuvre
- 1960: A Is for Architecture
- 1966: Energy and Matter
- 1970: Where There’s Smoke

Als Animator
- 1945: The Three Blind Mice
- 1947: Christmas Carols
- 1948: A Story About Breadmaking in the Year 1255 A.D.
- 1949: A Capital Plan
- 1950: Date of Birth
- 1951: Ottawa: Today and Tomorrow
- 1952: The Romance of Transportation in Canada
- 1952: Age of the Beaver
- 1955: Grain Handling in Canada
- 1960: Hors-d’oeuvre
- 1963: The Great Toy Robbery
- 1964: Percé on the Rocks
- 1966: Energy and Matter

Als Produzent (Auswahl)
- 1966: The Drag
- 1967: What on Earth!
- 1968: Origami
- 1969: The Sky Is Blue
- 1969: To See or Not to See
- 1971: Citizen Harold
- 1972: The North Wind and the Sun: A Fable by Aesop
- 1973: The Family That Dwelt Apart
- 1979: Going the Distance
- 1982: Next Generation
- 1987: Poundmaker’s Lodge: A Healing Place

## Auszeichnungen
- 1966: BAFTA für Energy and Matter
- 1967: Oscarnominierung, Bester animierter Kurzfilm, für The Drag
- 1968: Oscarnominierung, Bester animierter Kurzfilm, für What on Earth!
- 1975: Oscarnominierung, Bester animierter Kurzfilm, für The Family That Dwelt Apart